# Shine (EP, Mother Love Bone)
Shine je album americké grungeové kapely Mother Love Bone. Bylo vydáno v roce 1989, i když bylo nahráno již o rok dříve. Mnoho skladeb z alba později vyšlo na kompilaci Stardog Champion z roku 1992.

## Seznam skladeb
1. "Thru Fadeaway" (Andrew Wood, Stone Gossard, Mother Love Bone) - 3:40
2. "Mindshaker Meltdown" (Wood, Gossard, Mother Love Bone) - 3:47
3. "Half Ass Monkey Boy" (Wood, Mother Love Bone) - 3:18
4. "Chloe Dancer/Crown of Thorns" (Wood, Mother Love Bone) - 8:20
5. "Capricorn Sister" (Wood, Gossard, Mother Love Bone) (pouze na CD formátu) - 3:54
6. "Zanzibar" (Wood, Mother Love Bone) (skrytá skladba)- 2:04*